# Saarland Biografien
Saarland Biografien ist ein seit Herbst 2007 betriebenes digitales biografisches Nachschlagewerk, das zu einem biografischen Lexikon über Persönlichkeiten des regionalen [d. i. saarländischen] Lebens in Buchform mit dem Titel „Saarländische Biografien“ führen soll.
Initiator des Unternehmens, der auch gegenwärtig (zuletzt 2020) für die Webpräsenz verantwortlich zeichnet, ist der in der saarländischen Landeskunde engagierte Theologe Joachim Conrad. Bereits im Oktober 2007 hatte die damalige Ministerin für Bildung, Familie, Frauen und Kultur, Annegret Kramp-Karrenbauer, das Projekt durch die Kulturabteilung ihres Ministeriums prüfen lassen und es als unterstützungswürdig eingestuft. Aktuell wird es durch die Kommission für Saarländische Landesgeschichte, den Saarländischen Archivverband mit den ihm angeschlossenen Archiven, den Saarländischen Rundfunk und das Archiv der Evangelischen Kirche im Rheinland befördert bzw. begleitet; daneben haben zahlreiche Institutionen und Personen Unterstützung durch Bildmaterial bzw. Recherchen geleistet.
Nach einer Entscheidung der Kommission für Saarländische Landesgeschichte finden nur bereits verstorbene Personen Aufnahme in die „Biografien“. In einem acht Punkte umfassenden Kriterienkatalog wird umrissen, wer aus dem Adel, der Geistlichkeit, der Politik, der Wirtschaft, der Gesellschaft und der Kunst im Einzelfall dazu gehören soll. Freilich werden die Maßstäbe, die dabei zugrunde gelegt werden, offenbar großzügig gehandhabt. Bei Napoléon Eugène Louis Bonaparte, dem einzigen Sohn von Kaiser Napoleon III., etwa genügte offenbar als singulärer Bezug zur saarländischen Region der Umstand, dass er am 2. August 1870 beim Beschuss des Saarbrücker Bahnhofs von der Bellevue aus zugegen war und ein an dieser Stelle errichteter Gedenkstein (Lulustein) an dieses Ereignis erinnert.
Der Aufbau der von den Bearbeitern mit Namenskürzel gezeichneten Artikel folgt einem einheitlichen Schema. Die eigentliche Biografie der dargestellten Personen wird dabei nicht in ausformuliertem Fließtext, sondern in knapper, chronologisch strukturierter Listenform geboten. Statistische Angaben zu den bereits erstellten Artikeln, z. B. wie hoch der Anteil der dokumentierten Frauen ist, sind zurzeit (2025) auf der Website nicht zu finden. Wurde das Angebot in den Anfangsjahren noch als kärglich wirkend bezeichnet, hat die Gesamtzahl der online zur Verfügung stehenden Biografien mittlerweile (2025) die Zahl von 5.900 überstiegen. Als personenbezogenes Recherche-Instrument sind die Saarland Biografien inzwischen vielfach, nicht zuletzt auch auf den Websites von Universitätsbibliotheken verlinkt.
Unlängst wurde bekannt, dass es im Jahr 2017 trotz intensiver Bemühungen der Saarländischen Universitäts- und Landesbibliothek von den Saarländischen Biografien abgelehnt wurde, eine sogenannte BEACON-Datei zu erstellen, was Grundlage einer Vernetzung mit anderen internetbasierten Personenlexika wäre.